# William Cecil, 2. hrabě ze Salisbury

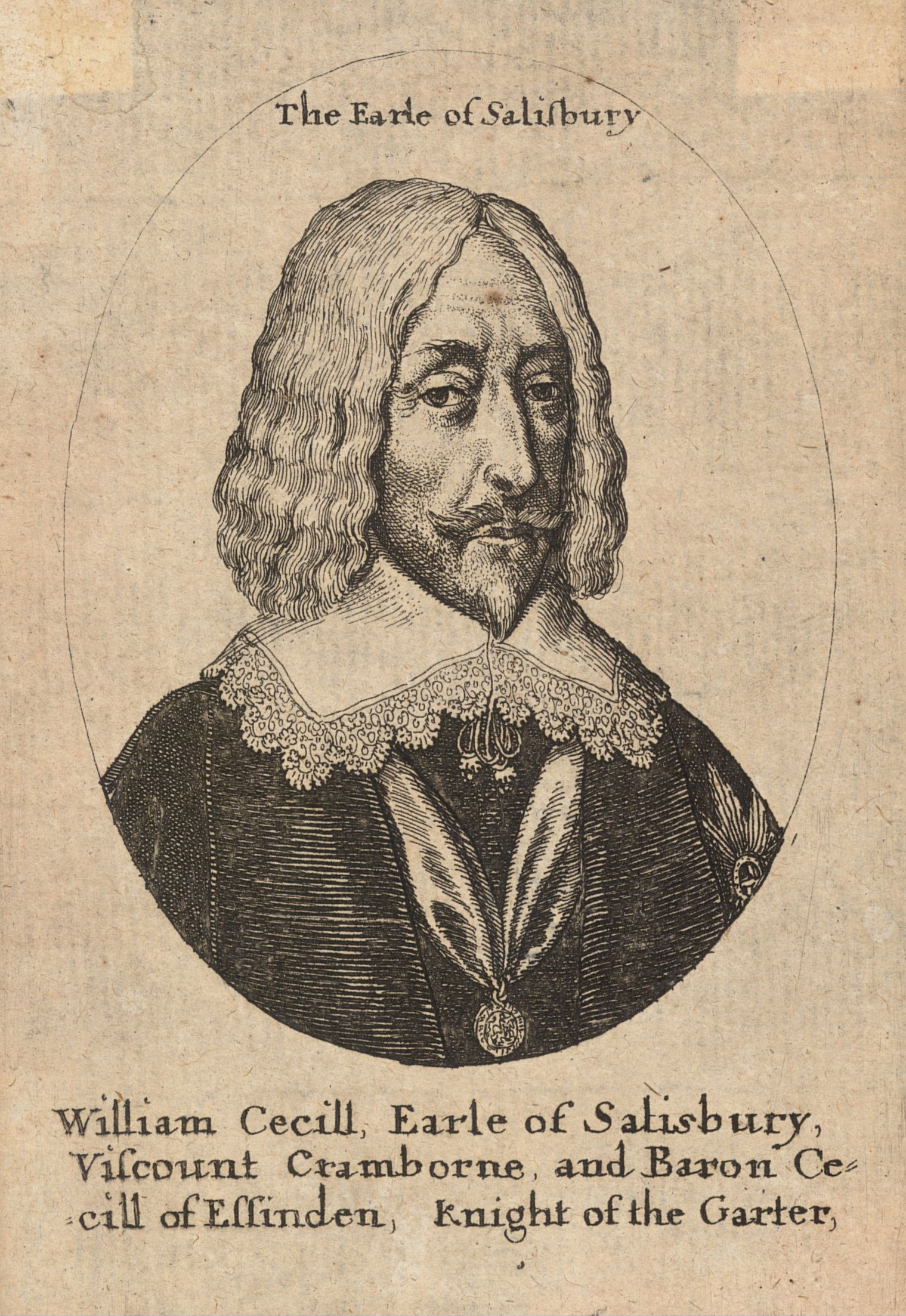
William Cecil, 2. hrabě ze Salisbury, na rytině Václava Hollara

William Cecil, 2. hrabě ze Salisbury (William Cecil, 2nd Earl of Salisbury, 2nd Viscount Cranborne, 2nd Baron Cecil of Essendon) (28. března 1591 Londýn – 3. prosince 1668 Hatfield House, Hertfordshire, Anglie), byl anglický politik a vojevůdce z významného rodu Cecilů. Od mládí profitoval ze svého postavení syna prvního ministra Roberta Cecila a měl značný vliv za vlády Karla I. i na počátku občanské války, později se ale stáhl do ústraní.

## Mládí
Jako nejstarší syn vlivného prvního ministra měl od dětství prominentní pozici v anglické společnosti, díky tomu také bez problémů dosáhl magisterského titulu na dvou prestižních univerzitách v Cambridge a Oxfordu. V letech 1608–1611 absolvoval kavalírskou cestu po Evropě, navštívil Francii, Itálii, Nizozemí, Německo a habsburskou monarchii. I když nebyl přítomen v Anglii, v roce 1610 byl zvolen do Dolní sněmovny, krátce nato po smrti otce vstoupil jako hrabě ze Salisbury do Sněmovny lordů (do té doby byl jako otcův dědic znám pod jménem vikomt Cranborne).

## Kariéra za vlády Karla I. a občanské války
Jako peer získal řadu postů ve správě různých hrabství, od roku 1612 do smrti byl místodržitelem v hrabství Hertford. V roce 1624 získal Podvazkový řád, po smrti Jakuba I. si udržel přízeň i za jeho nástupce Karla I. a od roku 1626 byl členem Tajné rady. Uplatnil se též jako vojevůdce a v letech 1635–1643 byl kapitánem královské gardy, ve třicátých letech se ale věnoval především zvelebování svého sídla Hatfield House.
Na počátku občanské války podporoval Karla I., ale po králově popravě se smířil se vznikem republiky a v letech 1649–1651 byl i členem státní rady. Změna postoje nevycházela z osobního přesvědčení, šlo spíše o vliv příbuzenských vazeb na předáky revoluce. Po vyhlášení protektorátu byl nakonec jeho vliv eliminován, a i když byl v roce 1654 zvolen do Dolní sněmovny, mandát nesměl přijmout a odešel do soukromí na své statky.
Po obnovení monarchie v roce 1660 získal několik čestných postů, vliv však již neměl žádný, z pamětí současníků vyplývá, že koncem života pravděpodobně trpěl duševní chorobou. Byl ženatý s Catherine Howard (1591-1673), dcerou 1. hraběte ze Suffolku. Z jejich manželství pocházelo dvanáct dětí, dědic Charles Cecil, vikomt Cranborne (1619-1659), zemřel ještě před otcem, nástupcem se stal vnuk James Cecil, 3. hrabě ze Salisbury (1648-1683). Dcery se provdaly do nejvýznamnějších šlechtických rodů v Anglii (10. hrabě z Northumberlandu, 3. hrabě z Devonshire, 3. hrabě z Leicesteru).